# النوبة (الحديدة)

تعديل مصدري - تعديل

النوبة هي إحدى قرى مديرية زبيد، التابعة لمحافظة الحديدة اليمنية، بلغ تعداد سكانها 1605 نسمة حسب الإحصاء الذي أجري عام 2004.